# Павлівка (Лозівський район)
Павлі́вка —  село в Україні, у Близнюківській селищній громаді Лозівського району Харківської області. Населення становить 179 осіб. До 2020 орган місцевого самоврядування — Верхньосамарська сільська рада.

## Географія
Село Павлівка знаходиться на правому березі річки Опалиха в місці впадання її в річку Самара. Від річки Самара село відділяє кілометрова смуга озер, боліт, заплавних луків. На протилежному березі знаходиться село Верхня Самара. На півночі примикає село Федорівка, на півдні примикає село Варварівка.

## Історія
- 1775 — дата заснування.
- У жовтні 1941 р. с. Павлівка було зайняте німцями. У лютому 1942 р. в ході наступальних операцій радянських військ, село було ними захоплено, але у травні цього ж року знов відбито німецькими військами. У боях ДСВ загинуло 75 мешканців села, які поховані у братській могилі в центрі села.
- 12 червня 2020 року, відповідно до Розпорядження Кабінету Міністрів України № 725-р «Про визначення адміністративних центрів та затвердження територій територіальних громад Харківської області», увійшло до складу Близнюківської селищної громади.[1]
- 19 липня 2020 року, в результаті адміністративно-територіальної реформи та ліквідації Близнюківського району, увійшло до складу Лозівського району Харківської області.[2]

## Економіка
- В селі є молочно-товарна ферма.

## Культура
- Школа.

## Відомі люди
Вадим Федорченко — старший солдат, який загинув у 2015 році під Дебальцевим.